# Rio Tiâmis
Tiâmis (em grego: Θύαμις; romaniz.: Thýamis), também conhecido como Glícis (em grego: Γλυκύς; romaniz.: Glykýs) ou Calamas (em grego: Καλαμάς; romaniz.: Kalamás), é um rio da região do Epiro, Grécia, que flui em dois ramos para o mar Jônico em oposição a Córcira. O nome da região Cameria (Tsiamúria em grego), bem como a minoria Cham, derivam de seu nome. Tiâmis foi mencionado em grego antigo por Pausânias como formando a fronteira entre a Tesprócia e Cestrine.